# Tempesta di ghiaccio (meteorologia)

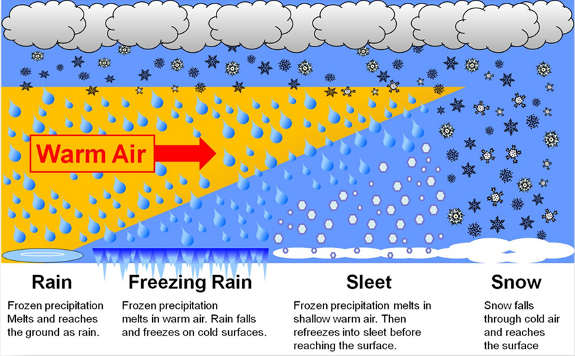
Grafico della formazione di diversi tipi di precipitazione in funzione della temperatura.

La tempesta di ghiaccio è un fenomeno meteorologico che avviene in occasione di forti rovesci di pioggia sopraffusa.
Secondo il Servizio Meteorologico Nazionale Statunitense, una tempesta di ghiaccio si definisce tale quando se ne accumula almeno 6,4 mm (1⁄4 di pollice) durante una tempesta.
Negli Stati Uniti abitualmente non sono tempeste violente, ma piogge sottili che avvengono ad una temperatura lievemente inferiore a 0 °C.

## Formazione
La formazione del ghiaccio inizia con uno strato di aria con una temperatura superiore a quella di congelazione dell'acqua che si trova al di sopra di uno sottile strato d'aria, lievemente sotto al punto di congelamento. La precipitazione fonde nello strato caldo, ma poi si ricongela nello strato più freddo. Le gocce possono cadere come acquaneve oppure come gocce d'acqua che arrivano al suolo con una temperatura inferiore al punto di congelamento; un fenomeno chiamato sottoraffreddamento. Quando le gocce sottoraffreddate solidificano al suolo o su qualsiasi altro oggetto con temperatura sotto al punto di fusione (linee elettriche, alberi, ecc...), allora formano una coperta di ghiaccio che si va ispessendo durante la precipitazione.
La maggior parte delle tempeste di ghiaccio avvengono nel nord-ovest del Nordamerica. Nel febbraio 1994, una tempesta di ghiaccio si spinse fino al sud del Mississippi, accumulando uno strato di ghiaccio dai 25 mm ai 37 mm e fu reputata la tempesta di ghiaccio più catastrofica nell'area di Spokane dal 1940.